# Asceles obsoletus
Asceles obsoletus är en insektsart som beskrevs av Ludwig Redtenbacher 1908. Asceles obsoletus ingår i släktet Asceles och familjen Diapheromeridae. Inga underarter finns listade i Catalogue of Life.